# Achnahannet
Achnahannet is een gehucht ten noordwesten van Dunain Bridge in de Schotse Hooglanden.